# Hans Erich Hollmann
Hans Erich Hollmann (Solingen, 1899 – Los Angeles, 19 novembre 1960) è stato un fisico e docente tedesco, la cui attività si è concentrata nello studio dello sviluppo del radar.

## Biografia
Hollmann è nato a Solingen, in Germania. Si interessò alle radiofrequenze e già da adolescente si abbonò alle riviste tecniche dell'epoca. Verso la fine della prima guerra mondiale divenne prigioniero di guerra dei francesi e non ritornò in Germania fino al 1920. Studiò poi all'Università Tecnica di Darmstadt fino a quando conseguì il dottorato nel 1928. Era sposato con Gisela Schimmelbusch e aveva tre figli. Morì a Los Angeles nel 1960.

### Carriera
La ricerca di dottorato di Hollmann comprendeva lo sviluppo di un trasmettitore e ricevitore a onde ultracorte per onde centimetriche e decimetriche. Ciò attirò l'attenzione di Telefunken e alla fine portò allo sviluppo del primo sistema di telecomunicazione a microonde.
Nel 1930 Hollmann si trasferì all'Istituto Heinrich-Hertz per la ricerca oscillatoria di Berlino. Lì continuò gli studi sulle microonde e sui tubi a raggi catodici e lavorò anche sulla ricerca sulla ionosfera e sulla radioastronomia. Nel 1933 Hollmann divenne docente presso l'Università Tecnica di Berlino.
Nel gennaio 1934 Hans-Karl von Willisen e Paul-Günther Erbslöh fondarono la società Gesellschaft für elektroakustische und mechanische Apparate (GEMA). Con Hollmann come consulente, la GEMA costruì nell'autunno del 1934 un sistema che utilizzava il rilevamento tramite le interferenze. Funzionava con una lunghezza d'onda di 50cm e poteva rilevare navi fino a 10km di distanza. Nel 1935 utilizzarono la modulazione degli impulsi, consentendo la misurazione della distanza del berzaglio e svilupparono la tecnologia per due tipi di utilizzi:
- Per l'utilizzo navale, il sistema Seetakt utilizzava una lunghezza d'onda di 80cm.
- Per l'utilizzo terrestre il sistema è stato sviluppato con il nome di Freya ed utilizzava una lunghezza d'onda di 120cm.

Telefunken fondò un'attività radar nel 1933 sulla base del lavoro di Hollmann e sviluppò un sistema di puntamento a corto raggio chiamato Würzburg. Durante la seconda guerra mondiale Freya e Würzburg lavorarono in coppia. Freya avrebbe individuato gli aerei in arrivo mentre il Würzburg calcolava la distanza e l'altezza.
Hollmann brevettò un prototipo del magnetron a cavità nel 1935, ma l'esercito tedesco considerò indesiderabile la deriva di frequenza del dispositivo di Hollman e basò invece i propri sistemi radar sul klystron.
Nello stesso anno, Hollmann scrisse due libri sulle microonde, Fisica e tecnica delle onde ultracorte e Vedere con le onde elettromagnetiche, che furono l'ispirazione per lo sviluppo del radar centimetrico in altri paesi nonostante una certa censura dei loro contenuti.
Durante la guerra diresse molti istituti di ricerca nei paesi occupati e salvò molti scienziati dalla deportazione in Germania. Fondò il Laboratorio per l'ingegneria delle alte frequenze e gli ultrasuoni a Lichterfelde, Berlino. Parte del loro lavoro prevedeva la realizzazione di trasmettitori per la Marina. Qui ha portato Max Bense. A quel tempo si speculava sulla possibilità futura di teletrasportare esseri umani dalla Germania alla California. La sua casa e il suo laboratorio furono distrutti durante la guerra. Dopo la guerra non gli fu permesso di lavorare sulle microonde ma rivolse la sua attenzione ad un'ampia gamma di altri campi dell'elettronica.
Nel 1947 accettò un'offerta del governo degli Stati Uniti per lavorare per la NASA in California. Nel 1949 inviò a Bense una copia di Cybernetics: Or Control and Communication in the Animal and the Machine (1948) di Norbert Wiener, stimolando l'interesse di quest'ultimo per la cibernetica.